# 牙位表示法
牙位表示法（dental notation）又称牙位记法、牙位标记，是牙医学中给每颗人类牙齿编号表示的方法。常见的有：
- FDI牙位表示法，又称数字标记法，为世界通用。每颗牙用2个阿拉伯数字记录。
- 部位记录法，又称Palmer牙位表示法，用象限符号和一个阿拉伯数字记录。
- 通用记录法（universal numbering system），为美国牙医学会采用，成人牙位编号为1-32。